# Jaunay-Clan

Jaunay-Clan este o comună în departamentul Vienne, Franța. În 2009 avea o populație de 5,816 de locuitori.